# Oiselay-et-Grachaux
 Oiselay-et-Grachaux  es una comuna y población de Francia, en la región de Franco Condado, departamento de Alto Saona, en el distrito de Vesoul y cantón de Gy. Está integrada en la Communauté de communes du Pays Riolais.

## Demografía
| 319 | 332 | 326 | 362 | 371 | 381 | 393 |
| Para los censos de 1962 a 1999 la población legal corresponde a la población sin duplicidades (Fuente: INSEE [Consultar]) |     |     |     |     |     |     |